# Оська-Піла
Оська-Піла (пол. Oska Piła, нім. Charlottenfeld) — село в Польщі, у гміні Мендзибуж Олесницького повіту Нижньосілезького воєводства.
Населення — 105 осіб (2011).
У 1975-1998 роках село належало до Каліського воєводства.

## Демографія
Демографічна структура станом на 31 березня 2011 року:
|          | Загалом | Допрацездатний вік | Працездатний вік | Постпрацездатний вік |
| -------- | ------- | ------------------ | ---------------- | -------------------- |
| Чоловіки | 52      | 16                 | 33               | 3                    |
| Жінки    | 53      | 11                 | 30               | 12                   |
| Разом    | 105     | 27                 | 63               | 15                   |